# Ismáíl Haníja
Ismáíl Abd ul-Salám Ahmad Haníja (arabsky إسماعيل عبد السلام أحمد هنية‎;  1962 nebo 1963 uprchlický tábor Aš-Šáti', Pásmo Gazy – 31. července 2024 Teherán, Írán) byl od roku 2017 až do své smrti v červenci 2024 předseda militantní a politické palestinské organizace Hamás, která je převážně západními státy označována za teroristickou. V letech 2006 až 2014 byl jedním ze dvou sporných premiérů Palestinské autonomie. Mezi lety 2007 a 2017 byl vůdcem Hamásu v Pásmu Gazy. V roce 2017 ho vystřídal Jahjá Sinvár.
Haníja se stal premiérem poté, co Hamás zvítězil v palestinských parlamentních volbách v roce 2006. Prezident Mahmúd Abbás odvolal Haníju z funkce 14. června 2007, kdy vrcholil konflikt mezi Fatahem a Hamásem, ovšem Haníja tento dekret neuznal a nadále vykonával funkci premiéra v Pásmu Gazy. V září 2016 se objevily zprávy, že má Haníja nahradit Chálid Maš'ala ve funkci předsedy Hamásu. Předsedou Hamásu byl zvolen 6. května 2017. Haníja zemřel v červenci 2024, kdy se v době probíhající války mezi Izraelem a Hamásem stal terčem bombového atentátu Izraele při své diplomatické návštěvě íránského hlavního města Teheránu.
V květnu 2024 oznámil vrchní žalobce Mezinárodního trestního soudu Karim Khan svůj záměr požádat o vydání zatykače na Haníju a další vůdčí činitele ve válce Izraele s Hamásem. Jako důvod uvedl páchání válečných zločinů a zločinů proti lidskosti.

## Mládí a vzdělání
Haníja se narodil v uprchlickém táboře Aš-Šáti' v Pásmu Gazy, které v té době bylo okupováno egyptskou armádou. Jeho rodiče se stali uprchlíky poté, co během arabsko-izraelských válek v roce 1948 uprchli z oblasti poblíž dnešního Aškelonu. Navštěvoval školy řízené Organizací spojených národů a v roce 1987 vystudoval arabskou literaturu na Islámské univerzitě v Gaze. Během studia na univerzitě se zapojil do činnosti Hamásu. V letech 1985 až 1986 byl předsedou studentské rady reprezentující Muslimské bratrstvo. Hrál také fotbal na pozici záložníka. Studium ukončil přibližně v době, kdy v Pásmu Gazy vypukla první intifáda.

## Ve vězení a deportace
Účastnil se protestů během první intifády, za což mu izraelské úřady udělily krátký trest ve vězení. V roce 1988 byl opět zadržen Izraelem a šest měsíců vězněn. V roce 1989 byl vězněn tři roky.
Po propuštění v roce 1992 ho izraelské úřady deportovaly spolu s vysokými představiteli Hamásu (mezi kterými byli Abd al-Azíz Rantísí, Mahmúd az-Zahár a Azíz Dvejk) a 400 dalšími aktivisty do Libanonu. Aktivisté pobývali více než rok v Marj al-Zahúru na jihu Libanonu, kde se podle slov BBC News Hamás „nebývale zviditelnil v médiích a stal se známým po celém světě“. O rok později se Haníja vrátil zpět do Gazy a byl jmenován děkanem Islámské univerzity.

## Pozice v Hamásu
Poté, co Izrael v roce 1997 propustil Ahmeda Jásina z vězení, byl Haníja jmenován do čela jeho úřadu. Jeho role v Hamásu vzrostla díky jeho vztahu s Jásinem a byl jmenován zástupcem Palestinské autonomie. Jeho pozice v Hamásu se během druhé intifády nadále posilovala díky jeho vztahu s Jásinem a díky vraždám velké části vedení Hamásu Izraelskými bezpečnostními složkami. Izraelské obranné síly se na Haníju zaměřily z důvodu jeho údajné účasti na útocích proti izraelským občanům. Po sebevražedném atentátu v Jeruzalémě v roce 2003 byl lehce zraněn na ruce při bombovém útoku Izraelského vojenského letectva, které se snažilo zlikvidovat vedení Hamásu. Haníja vystřídal po volbách v roce 2016 v čele Hamásu Chálida Maš'ala.

## Předseda vlády
Haníja byl jmenován předsedou vlády 16. února 2006 na základě vítězství Hamásu v parlamentních volbách dne 25. ledna 2006. Dne 20. února byl oficiálně představen Mahmúdu Abbásovi a 29. března 2006 složil přísahu.

### Západní reakce
Izrael po těchto volbách uvalil na Palestinskou autonomii řadu trestních opatření, včetně hospodářských sankcí. Úřadující premiér Ehud Olmert oznámil, že Izrael nepřevede Palestinské autonomii přibližně 50 milionů dolarů měsíčně z daňových příjmů, které vybral jménem Palestinské autonomii. Haníja sankce odmítl a prohlásil, že Hamás neodzbrojí a také neuzná Izrael.
Haníja vyjádřil lítost nad tím, že byl Hamás vystaven represivním opatřením, a dodal, že „na demokracii vyjádřenou palestinským lidem měl (Izrael) reagovat jinak“.
Spojené státy americké požadovaly vrácení nevyčerpané zahraniční pomoci pro Palestinskou autonomii o hodnotě 50 milionů dolarů, s čímž palestinský ministr hospodářství Mazen Sonokrot souhlasil. Ke ztrátě zahraniční pomoci od USA a Evropské unie se Haníja vyjádřil takto: „Západ vždy využívá své dary k nátlaku na palestinský lid“.
Několik měsíců po volebním vítězství Hamásu v roce 2006 zaslal Haníja dopis americkému prezidentovi George W. Bushovi, v němž vyzval „americkou vládu k přímému jednání se zvolenou vládou“, nabídl dlouhodobé příměří s Izraelem a zároveň souhlasil s vytvořením palestinského státu s hranicemi z roku 1967 a vyzval k ukončení mezinárodního bojkotu s tím, že tento bojkot „podporuje násilí a chaos“. Vláda USA nereagovala a nadále pokračovala v bojkotu.

### Sporné odvolání
Dne 14. června 2007 Abbás odvolal Haníju a na jeho místo jmenoval Saláma Fajáda. Následovala akce ozbrojených sil Hamásu, které převzaly kontrolu nad místy Palestinské autonomii, jež byly pod kontrolou milicí Fatahu, které byly vyzbrojeny a podporovány Spojenými státy a Izraelem. Jmenování Fajáda na místo Haníji bylo napadeno jako nezákonné, protože podle palestinského základního zákona může prezident Palestinské autonomie odvolat úřadujícího premiéra, ale nemůže jmenovat nástupce bez souhlasu Palestinské legislativní rady. Podle zákona stojí do jmenování nového premiéra v čele vlády odstupující premiér. Fajádovo jmenování nebylo nikdy předloženo ani schváleno Palestinskou legislativní radou. Z tohoto důvodu Haníja nadále působil Pásmu Gazy a velký počet Palestinců ho uznával jako legitimního úřadujícího premiéra. Anís al-Kasem, palestinský ústavní právník, který vypracoval základní zákon, byl jedním z těch, kteří veřejně prohlásili, že je jmenování Fajáda nezákonné.

### Spor s Abbásem
Mělo být dosaženo dohody s Abbásem, která by zastavila Abbásovu výzvu k zahájení nových voleb. Dne 20. října 2006, v předvečer této dohody o ukončení bojů mezi Fatahem a Hamásem, se Haníjův konvoj dostal v Gaze pod palbu a jedno z aut bylo zapáleno. Haníja nebyl při útoku zraněn. Zdroje Hamásu uvedly, že se nejednalo o pokus o atentát. Bezpečnostní zdroje Palestinské autonomie uvedly, že útočníci byli příbuzní muže z hnutí Fatah, který byl zabit při střetech s Hamásem.

### Zamítnutí návratu do Pásma Gazy
Během konfliktu mezi Fatahem a Hamásem byl Haníjovi 14. prosince 2006 na hraničním přechodu u města Rafah zamítnut vstup do Pásma Gazy z Egypta. Hraniční přechod byl uzavřen na příkaz izraelského ministra obrany Amira Perece. Haníja se zde vracel ze své první oficiální zahraniční cesty ve funkci premiéra. Měl u sebe přibližně 30 milionů dolarů v hotovosti určených na platby Palestinské autonomie. Izraelské úřady později prohlásily, že umožní Haníjovi překročit hranici, pokud nechá peníze v Egyptě, kde budou údajně převedeny na bankovní účet Ligy arabských států. V reakci na tento návrh byla na hraničním přechodu u města Rafah hlášena přestřelka mezi ozbrojenci Hamásu a Palestinskou prezidentskou ochrankou. Pozorovatelé EU, kteří přechod obsluhovali, byli údajně bezpečně evakuováni. Když se Haníja později pokusil překročit hraniční přechod, došlo k přestřelce, při níž zemřel jeden z jeho bodyguardů a jeho nejstarší syn byl zraněn. Hamás tento incident označil jako pokus konkurenčního Fatahu o atentát na Haníju, což vyvolalo přestřelky mezi jednotkami Hamásu a Fatahu na Západním břehu Jordánu a v Pásmu Gazy. Haníja se nechal slyšet, že ví, kdo jsou údajní pachatelé, ovšem odmítl je identifikovat a vyzval k palestinské jednotě. Egypt se mezitím nabídl, že celou situaci zprostředkuje.

### Pokus o vytvoření jednotné vlády
Dne 15. února 2007 odstoupil v rámci procesu umožňujícího vytvoření jednotné vlády mezi Hamásem a Fatahem. Novou vládu sestavil 18. března 2007 jako předseda nového kabinetu, který zahrnoval politiky Fatahu i Hamásu.
Dne 14. června 2007 oznámil palestinský prezident Mahmúd Abbás rozpuštění jednotné vlády z března 2007 a vyhlášení výjimečného stavu. Haníja byl odvolán a Abbás vládl Pásmu Gazy a Západnímu břehu Jordánu prezidentským dekretem.

### Žádost Hamásu o návrat Haníjovy vlády do Pásma Gazy
Právní výbor Palestinské zákonodárné rady schválil 13. října 2016 žádost o návrat Haníjovy vlády do Pásma Gazy poté, co 2. června 2014 rezignoval. Schválení proběhlo v reakci na přezkoumání studie, kterou předložili členové Hamásu, rozzlobení údajnými nedostatky vlády po Haníjově rezignaci. Podle slov Hamásu, který odsoudil vládu konsensu, „došlo k nedodržení vnitřní dohody mezi Hamásem a frakcemi Organizace pro osvobození Palestiny o vytvoření vlády konsensu z roku 2014 a k nahrazení řady ministrů z Fatahu“. Navzdory doporučení Palestinské zákonodárné rady a prosbě Hamásu konsensus i Fatah žádost odmítly s odkazem na její nezákonnost a riziko dalšího rozdělení mezi Hamásem ovládaným Pásmem Gazy a Západním břehem Jordánu.

## Vedoucí politbyra Hamásu
V listopadu 2016 se objevily zprávy, že má Haníja nahradit Chálid Maš'ala v čele Hamásu. Maš'al, Haníja a palestinský prezident Mahmúd Abbás se sešli v Kataru, kde jednali o národním usmíření a o nadcházejících národních volbách. Tato schůzka naznačila, že byl Haníja vybrán místo dvou dalších kandidátů, vysokého představitele Hamásu Mús Mohammeda abú Marzuka a Mahmoud al-Zahára.
Haníja v září opustil Pásmo Gazy, aby v rámci příprav na svou novou pozici navštívil řadu arabských a muslimských států, a oficiálně se přestěhoval do katarského hlavního města Dauhá, kde také pobýval Maš'al. Od předsedy Hamásu se očekává, že bude žít mimo Pásmo Gazy.
V srpnu 2020 zavolal Abbásovi a odmítl mírovou dohodu mezi Izraelem a Spojenými arabskými emiráty, což agentura Reuters označila za „vzácný projev jednoty“.
V únoru 2020 se Haníja setkal s tureckým prezidentem Recep Tayyip Erdoğanem. Ministerstvo zahraničí USA uvedlo: „Pokračující kontakty prezidenta Erdogana s touto teroristickou organizací slouží pouze k izolaci Turecka od mezinárodního společenství, poškozují zájmy palestinského lidu a podkopávají celosvětové úsilí o zabránění teroristických útoků z Pásma Gazy.“
Haníja, který v době útoku Hamásu na Izrael dne 7. října 2023 pobýval v tureckém Istanbulu, jednal 16. října s tureckým ministrem zahraničí Hakanem Fidanem o možnosti propuštění rukojmích. Dne 21. října 2023 Haníja hovořil s tureckým prezidentem Erdoğanem o situaci v Gaze a o vývoji ve válce mezi Izraelem a Hamásem.

## Názory

### Kritika islámu ze strany papeže Benedikta XVI.
Proti kritice islámu ze strany Benedikta XVI. v roce 2006 se Haníja ostře ohradil: „Jménem palestinského lidu odsuzujeme papežovy výroky o islámu. Tyto výroky jsou v rozporu s pravdou a dotýkají se srdce naší víry.“ Papež odsoudil také palestinské útoky na kostely na Západním břehu Jordánu a v Pásmu Gazy.

### Názory na mír s Izraelem
V srpnu 2006 při své první návštěvě Íránu ve funkci premiéra Haníja prohlásil: „Nikdy neuznáme uzurpátorskou sionistickou vládu a budeme nadále pokračovat v našem hnutí džihádu až do osvobození Jeruzaléma“. V prosinci 2010 na tiskové konferenci v Gaze prohlásil: „Přijímáme palestinský stát v hranicích z roku 1967 s Jeruzalémem jako hlavním městem, propuštění palestinských vězňů a vyřešení uprchlické otázky.“ Dále uvedl, že pokud palestinští voliči takovou mírovou dohodu s Izraelem schválí, bude ji palestinská vláda dodržovat bez ohledu na předchozí postoje Hamásu k této otázce.

### Názory na Usámu bin Ládina
Dne 2. května 2011 odsoudil zabití vůdce Al-Káidy Usámy bin Ládina americkou armádou a prohlásil, že je tato operace „pokračováním amerického útlaku a prolévání krve muslimů a Arabů“. Dále prohlásil: „Odsuzujeme atentát a zabití arabského svatého bojovníka.“ Vláda Spojených států odsoudila jeho výroky jako „pobuřující“.

## Osobní a rodinný život

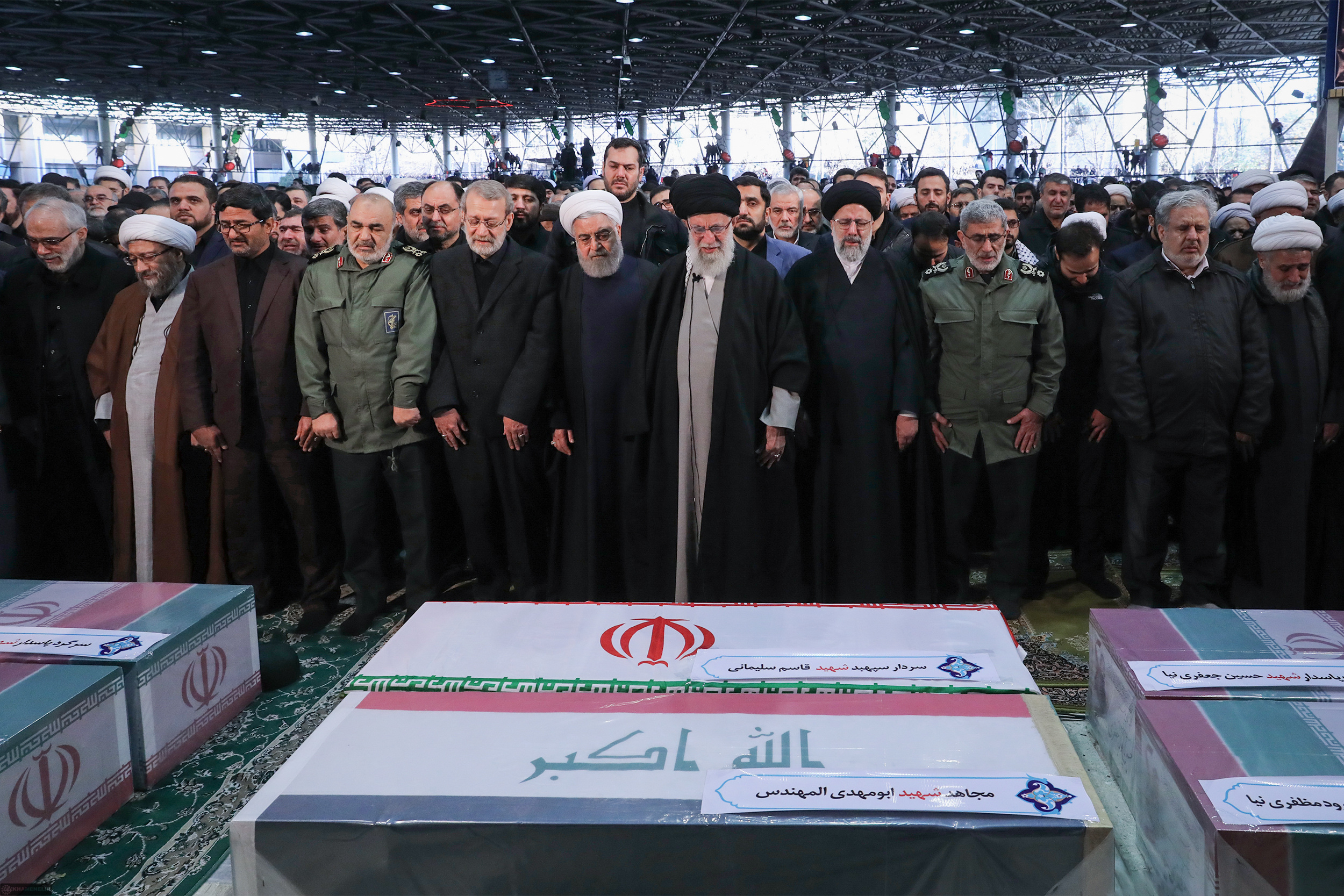
Haníja na pohřbu Kásim Sulejmáního (stojí za Sajjid Alí Chameneím)

Haníja byl ženatý a měl 13 dětí. Již v dubnu 2024 byli tři jeho synové a tři vnoučata zabiti při izraelském úderu v Pásmu Gazy. Haníja jejich smrt potvrdil s tím, že Bůh mu jejich smrtí prokázal čest.
V roce 2009 žila rodina v uprchlickém táboře Al-Šatí v severní části Pásma Gazy. V roce 2010 zakoupil pozemek o rozloze 2 500 metrů čtverečních v Rimálu, pobřežní čtvrti Gazy. Haníja napsal tento pozemek na svého zetě. Následně údajně zakoupil další domy a napsal je na jména svých dětí. Podle článku Ynetu je Haníja milionářem, a to díky 20% dani, která je vybírána ze všech předmětů, jež se dostávají přes tunely z Egypta do Pásma Gazy. Haníjova nejstaršího syna zatkly egyptské úřady na hraničním přechodu u města Rafáh s několika miliony dolarů, které chtěl převézt do Pásma Gazy.
Haníjovy sestry Cholidia, Lajla a Sabah mají izraelské občanství a žijí v beduínském městě Tel Ševa na jihu Izraele. Cholodia se do Tel Ševa přestěhovala jako první. Manžel Cholidie řekl: „Náš život je tu normální a chceme, aby tomu bylo také nadále.“ Lajla a Sabah jsou vdovy a v Tel Ševu zůstávají, aby si zachovaly izraelské občanství. Jedna z těchto sester sloužila v Izraelských obranných silách.
Na začátku roku 2012 izraelské úřady vyhověly žádosti Haníjovy sestry Suhily a jejího těžce nemocného manžela o vycestování z důvodu urgentní léčby srdce, kterou nemohly poskytnout v Pásmu Gazy. Po úspěšné léčbě v Rabinově nemocnici v izraelském Petach Tikva se manželé vrátili zpět do Pásma Gazy. Haníjova vnučka byla v listopadu 2013 ošetřena v izraelské nemocnici a jeho tchyně v červnu 2014. V říjnu 2014, několik měsíců po válce mezi Izraelem a Pásmem Gazy, strávila Haníjova dcera týden v nemocnici v Tel Avivu.
V září 2016 odjel Haníja s manželkou a dvěma syny na každoroční pouť do Mekky, známou také jako hadždž. Tato pouť posílila zprávy o tom, že má Haníja nahradit Maš'ala ve funkci předsedy Hamásu. V roce 2020 se zúčastnil pohřbu Kásima Sulejmáního v íránském Teheránu.

## Smrt
Haníja byl zabit při explozi v jeho rezidenci v Teheránu. Spolu s ním zemřel jeden z jeho osobních strážců. Haníja se zde zúčastnil slavnosti, při které složil přísahu nový íránský prezident Masúd Pezeškján. K odpovědnosti za atentát se nikdo nepřihlásil, ale podle agentury AP podezření padlo na Izrael. Jeho představitelé usilovali o Haníjovu smrt v odvetě za teroristický útok na Izrael ze 7. října 2023, při kterém ozbrojenci Hamásu v izraelském pohraničí zabili 1200 lidí a dalších 250 odvlekli do Pásma Gazy jako rukojmí. Útokem začala válka Izraele s Hamásem, během níž si izraelská odveta vyžádala podle úřadů kontrolovaných Hamásem životy téměř 40 000 Palestinců.